# Алешковское сельское поселение (Воронежская область)
Алешковское сельское поселение — муниципальное образование в Терновском районе Воронежской области.
Административный центр — село Алешки, находится в 20,8 км от Терновки.

## Географическое положение
Территория сельского поселения площадью 139,3 км², расположена в восточной части района; граничит на западе с территорией Терновского сельского поселения, на севере — с Тамбовской областью, на востоке с Александровским сельским поселением, на юге с Народненским сельским поселением.

## История
Алешковский сельсовет образован 9 марта 1964 года. Законом Воронежской области № 63-03 от 15 октября 2004 года Алешковский сельсовет был наделён статусом сельского поселения.

## Административное деление
В состав поселения входят:
- село Алешки,
- поселок Красные Выселки,
- деревня Никитская.